# Дворец культуры и дружбы (Ханой)
Дворец культуры и дружбы — это самый большой культурный центр Ханоя, столицы Вьетнама. Находится в центральной части города, на Рабочей площади.

## История
Во время Вьетнамской войны Ханой серьёзно пострадал от бомбардировок ВВС США, но после окончания боевых действий началось восстановление города при участии СССР и других социалистических стран. Восстановление и развитие Ханоя во второй половине 1970х годов осуществлялось в соответствии с генеральным планом. Строительство здания началось 5 ноября 1978 года, проходило при технической помощи СССР и было завершено 1 сентября 1985 года. Здание было передано вьетнамской стороне в качестве подарка от ВЦСПС и трудящихся СССР, и оно было введено в эксплуатацию под названием "Дворец культуры профсоюзов имени советско-вьетнамской дружбы".
В строительстве дворца принимал участие советский архитектор Гарольд Исакович, ранее участвовавший в строительстве Мавзолея Хо Ши Мина
.
Комплекс дворца состоит из трех основных зданий, размещающих 120 залов. Территориально дворец занимает 3,2 га. Первым зданием является театральный павильон, оборудованный двумя залами и крутящейся сценой. Один из залов рассчитан на 1256 человек, второй — на 375 человек. За театральным павильоном находится учебный павильон. Здесь размещается библиотека и помещения для проведения конференций и мастер-классов, а также для деятельности клубов. Оба этих павильона соединяет научно-технический павильон.
Регулярно во Дворце Дружбы проходят разнообразные мероприятия, такие, как показ мод, театральные постановки, конкурсы красоты и многое другое.